# Organy (pomnik)
Organy (do 2009: Pomnik ofiar walk wewnętrznych po II wojnie światowej) – instalacja autorstwa Władysława Hasiora wzniesiona w 1966 na przełęczy Snozka (na wysokości 653 m n.p.m.) w paśmie łączącym Gorce z Pieninami. Potocznie znany jako pomnik utrwalaczy władzy ludowej, a przez Społeczny Komitet Pamięci Żołnierzy Konfederacji Tatrzańskiej określany jako UBelisk.

## Historia

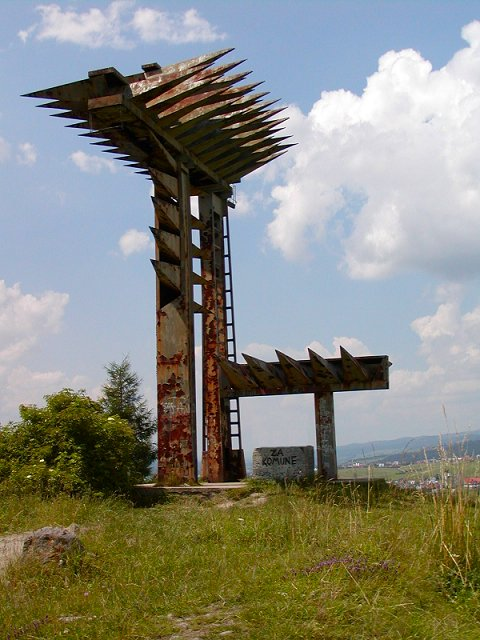
Pomnik przed remontem (2004)

Władysław Hasior zaprojektował (według jego intencji) pomnik poświęcony pamięci tych, którzy zginęli w czasie II wojny światowej i po niej na Podhalu. Stopień świadomości autora co do jednoznaczności przekazu zrealizowanego pomnika nie jest jasny.
W zamyśle autora miały to być organy (może skrzydła, szpony) rozdzierające chmury na przełęczy Snozka, grające – jak eolska harfa – w czasie większych wiatrów. Organy jednak nigdy nie zagrały. Według niektórych źródeł – z powodu niezamontowania na pomniku odpowiednich piszczałek organowych, gongów, fletów i dzwonków zaprojektowanych przez Hasiora. Według innych źródłem dźwięku miała być sama konstrukcja. Powód nieukończenia montażu nie jest znany, jednak milczenie konstrukcji stało się powodem powszechnych kpin mieszkańców i turystów.
Pomnik odsłonięto 9 października 1966. U stóp dźwigarów znalazła się granitowa płyta z napisem: Wiernym synom Ojczyzny poległym na Podhalu w walce o utrwalenie władzy ludowej – Społeczeństwo ziemi krakowskiej w 1000-lecie państwa polskiego. Obok rząd figur zabitych i atrapy karabinów oraz kamienna rynna, w której podczas odsłonięcia pomnika zapłonął wieczny (w zamiarze) ogień.
Po upadku rządów komunistycznych w Polsce w 1989 odbyła się kilkunastoletnia dyskusja dotycząca dalszych losów pomnika. Sam Władysław Hasior zwrócił się w 1993 do władz gminy Czorsztyn z prośbą o przemianowanie znaczenia instalacji – proponował skucie tablicy i leżących postaci. Pomnik rdzewiał i ulegał dewastacji (m.in. obłamano litery „utr” z wyrazu „utrwalenie”). Między pomnikiem a drogą wojewódzką nr 969, przechodzącą przez przełęcz, wyrosły drzewa, powodując, że jest on obecnie z niej mniej widoczny. Remontowi zdecydowanie sprzeciwiło się kilka podhalańskich stowarzyszeń: Klub im. Władysława Zamoyskiego w Zakopanem, Zarząd Główny Związku Podhalan, Towarzystwo Gimnastyczne „Sokół” w Zakopanem, Związek Polskiego Spisza oraz Towarzystwo Przyjaciół Orawy. Zwolennikami utrzymania pomnika i jego remontu byli mieszkańcy wsi Kluszkowce, na terenie której on się znajduje, profesorowie, pracownicy i studenci Wydziału Rzeźby Akademii Sztuk Pięknych w Krakowie oraz teatr „Nie Teraz” z Tarnowa Mościc.
Jesienią 2010 przeprowadzono remont, który kosztował ponad 30 tysięcy złotych. Dawna tablica została usunięta i zlicytowana, a przychody z jej aukcji pomogły odzyskać część kosztów remontu. Remont prowadziła i nadzorowała Fundacja Rozwoju Jeziora Czorsztyńskiego, a wykonawcą była krakowska firma Aror.
Po remoncie na pomniku zamontowano pasterskie dzwonki.

## Galeria

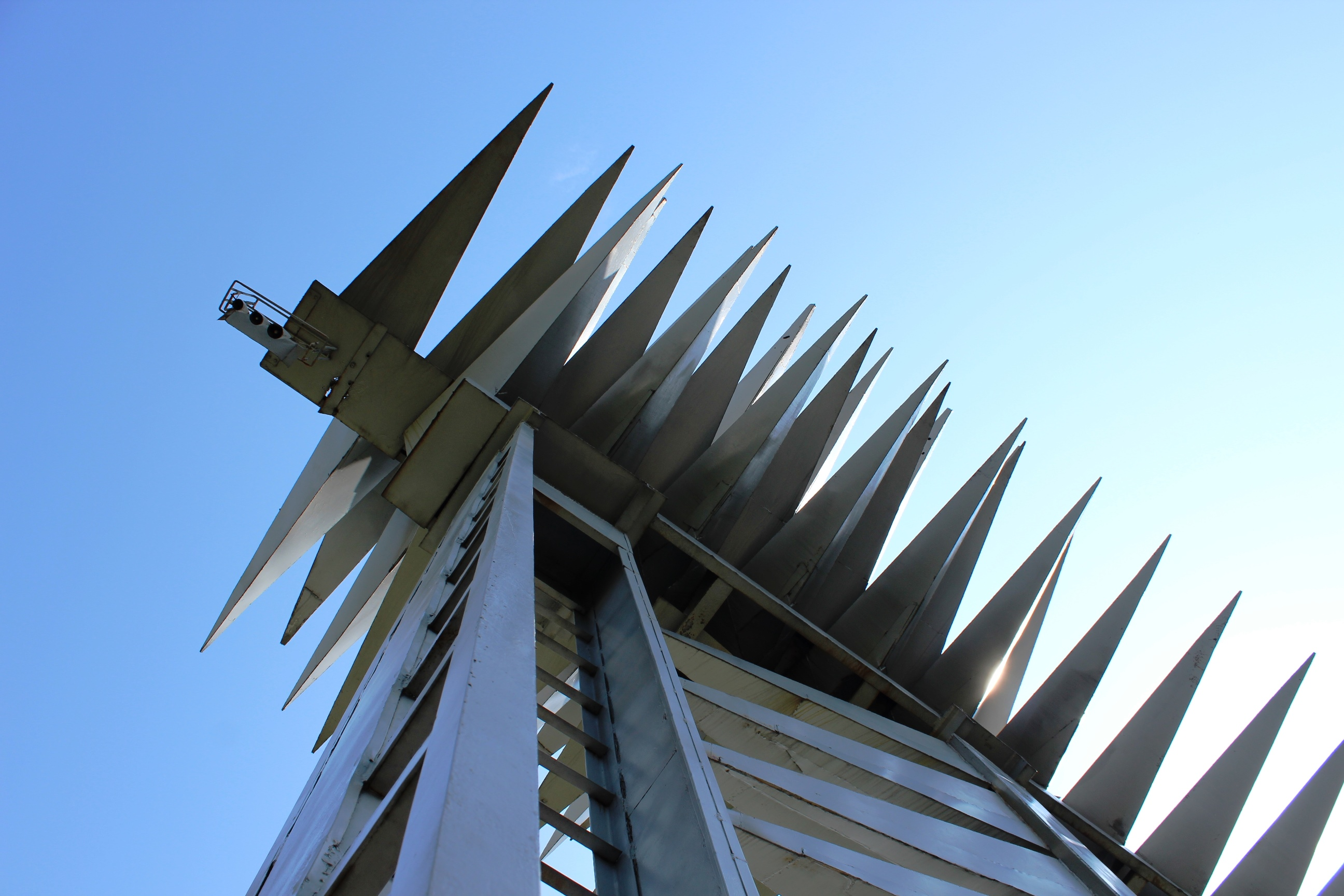
Górna część instalacji
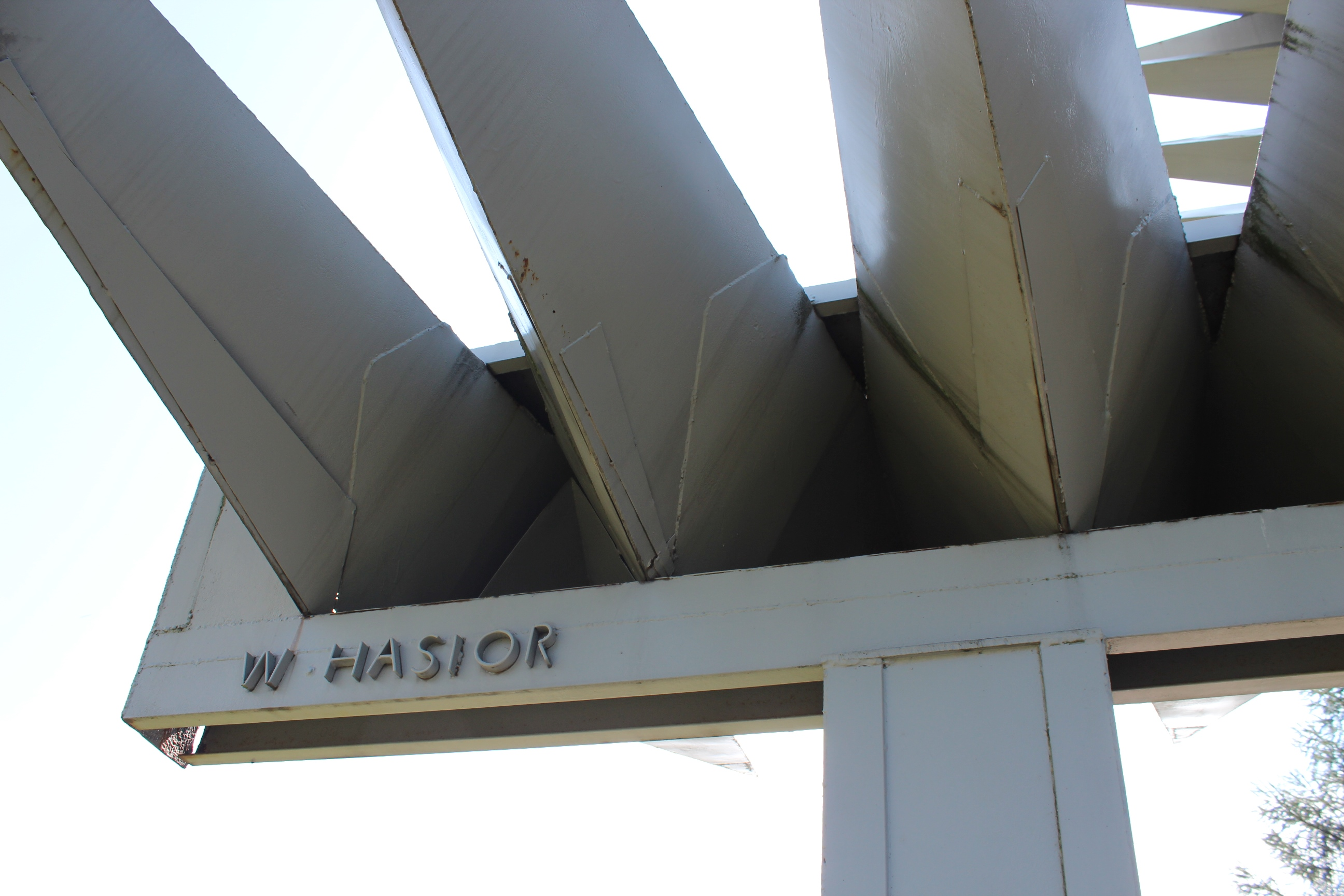
Nazwisko twórcy na górnej części
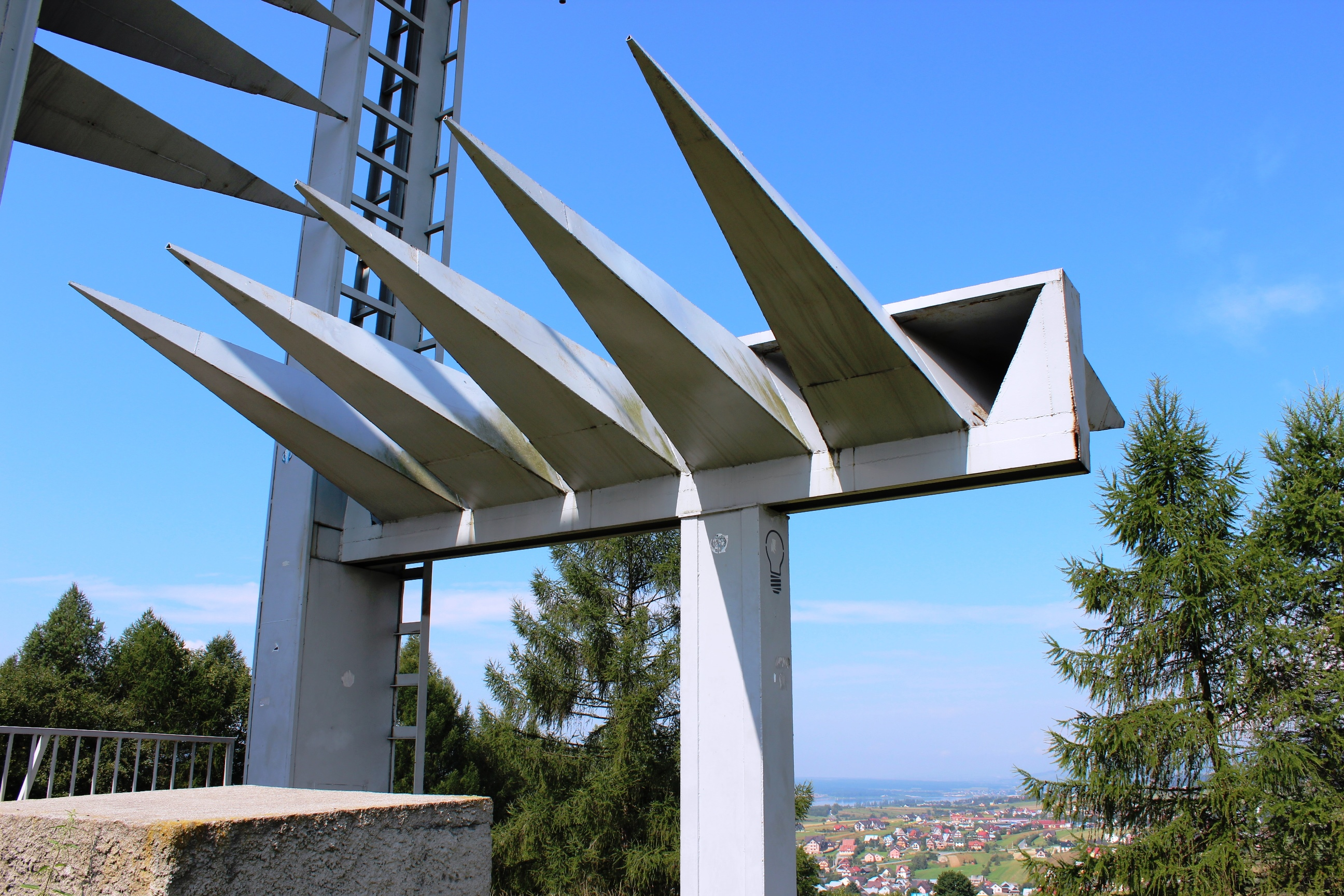
Dolna część instalacji
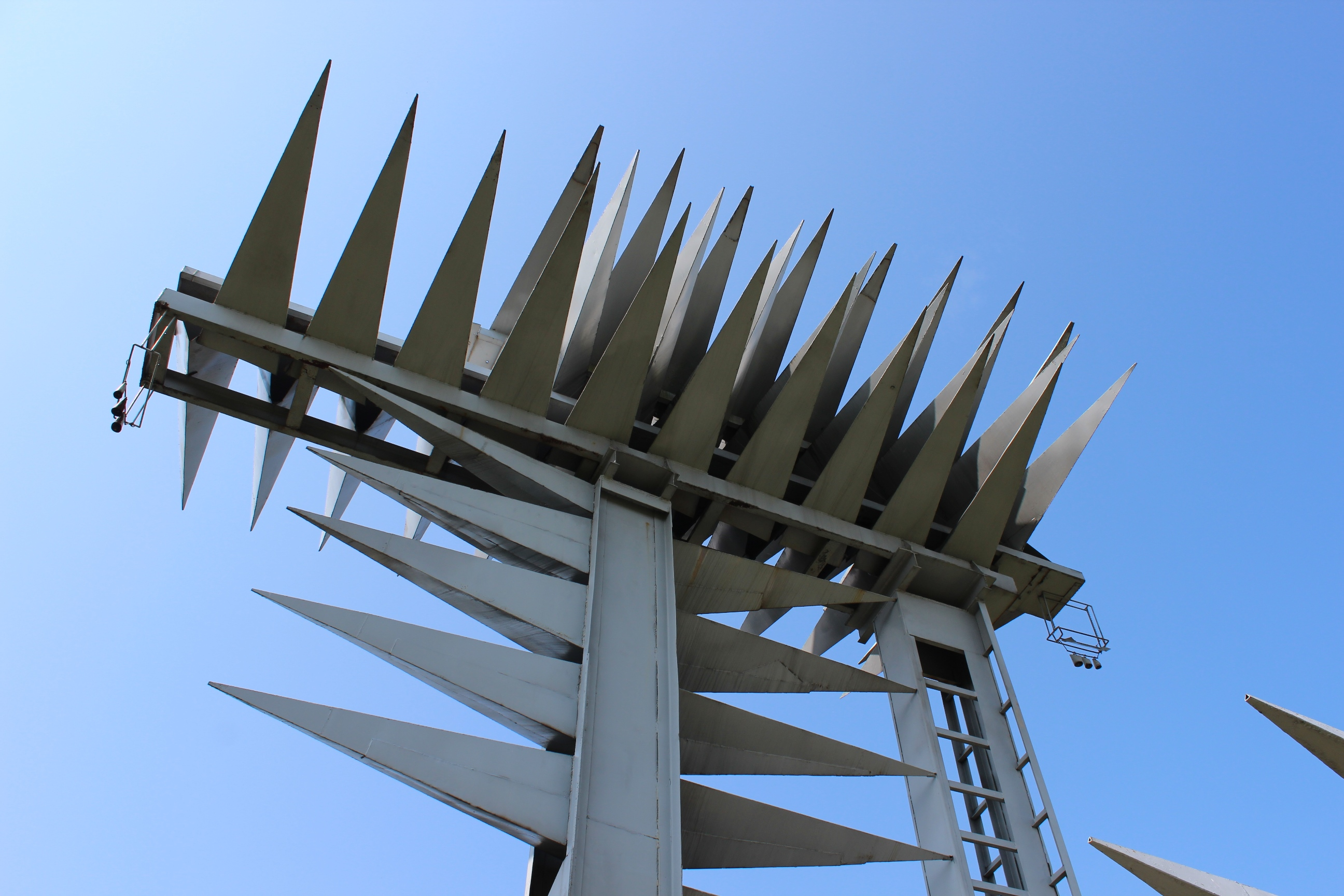
Górna część z widocznymi dzwonkami
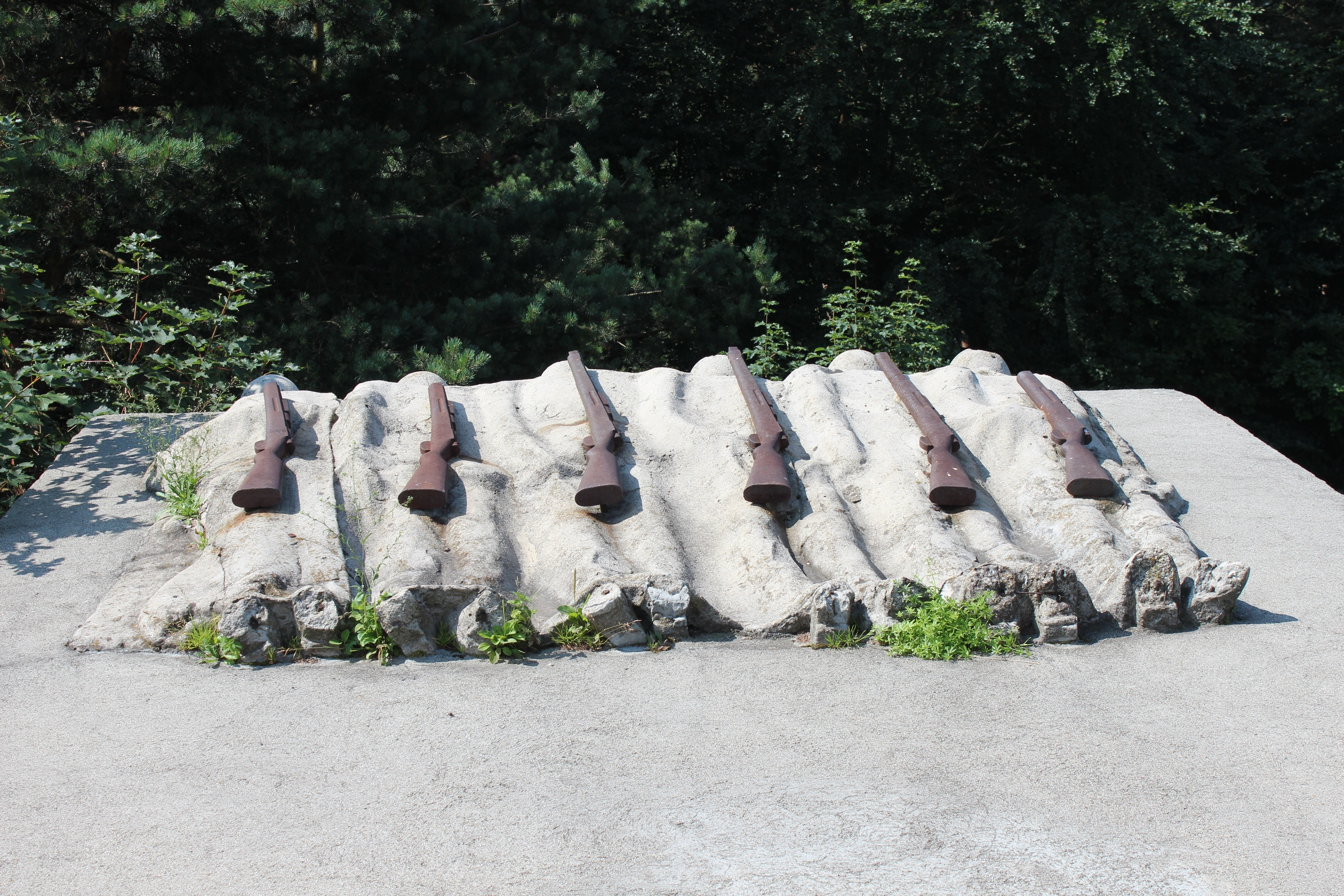
Postacie z karabinami na dole instalacji